# 彼得羅巴甫利夫卡 (別爾哥羅德-德涅斯特羅夫斯基區)
彼得羅巴甫利夫卡（烏克蘭語：Петропавлівка）是位於烏克蘭西南部的村莊，由敖德萨州裡比爾霍羅德-德涅斯特羅夫斯基區的彼得羅巴甫利夫卡市鎮 負責管轄。該村始建於1822年，面積3.35平方公里，海拔高度35米，2001年人口1,120，人口密度每平方公里334.33人。